# 南越似鱎
南越似鱎（學名：Toxabramis maensis），為輻鰭魚綱鯉形目鲴科似鱎属的其中一種。分布於亞洲越南淡水流域，棲息在河川底中層水域，生活習性不明。

## 扩展阅读
維基物種上的相關：南越似鱎